# Volkswagen ID. Crozz
La Volkswagen ID. Crozz è una concept car elettrica basata sulla piattaforma elettrica MEB di Volkswagen e fa parte della serie ID. 
È stata mostrata per la prima volta come prototipo al Salone dell'Auto di Shanghai 2017. Una versione rivista, denominata "ID. Crozz II", è stata presentata al Salone dell'Auto di Francoforte del 2017.
Il veicolo di produzione basato su questo prototipo, la ID.4, è stato lanciato nel 2020 ed è uno dei cinque nuovi modelli di marca Volkswagen basati sulla piattaforma MEB.